# Креси-ан-Понтьё (кантон)

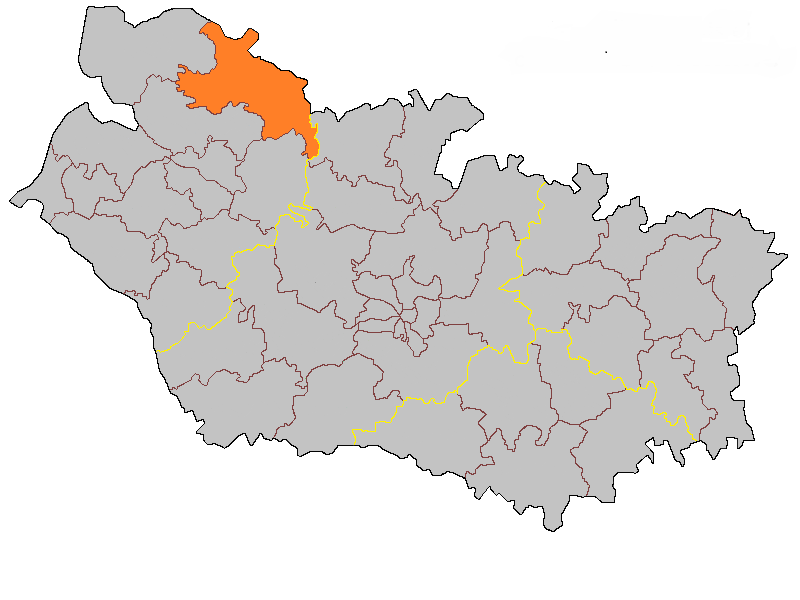
Кантон Креси-ан-Понтьё на карте департамента Сомма

Креси-ан-Понтьё (фр. Crécy-en-Ponthieu) — упраздненный кантон во Франции, регион Пикардия, департамент Сомма. Входил в состав округа Абвиль.
В состав кантона входили коммуны (население по данным Национального института статистики за 2009 г.):
- Брайи-Корнеотт (237 чел.)
- Буффле (111 чел.)
- Виц-сюр-Оти (111 чел.)
- Гешар (322 чел.)
- Доминуа (180 чел.)
- Домлеже-Лонвилле (285 чел.)
- Домпьерр-сюр-Оти (417 чел.)
- Ивранш (294 чел.)
- Ивранше (156 чел.)
- Йермон (131 чел.)
- Контвиль (195 чел.)
- Креси-ан-Понтьё (1 517 чел.)
- Ле-Буаль (386 чел.)
- Лижескур (230 чел.)
- Мезон-Понтьё (277 чел.)
- Нейи-ле-Дьян (104 чел.)
- Нуайель-ан-Шоссе (260 чел.)
- Понш-Эстрюваль (110 чел.)
- Фонтен-сюр-Ме (152 чел.)
- Фруаэль (105 чел.)
- Эстре-ле-Креси (377 чел.)

## Экономика
Структура занятости населения:
- сельское хозяйство — 25,8 %
- промышленность — 4,4 %
- строительство — 4,5 %
- торговля, транспорт и сфера услуг — 37,2 %
- государственные и муниципальные службы — 28,0 %

## Политика
Жители кантона придерживаются правых взглядов. На президентских выборах 2012 г. они отдали в 1-м туре Николя Саркози 28,7 % голосов против 27,0 % у Марин Ле Пен и 23,1 % у Франсуа Олланда, во 2-м туре в кантоне победил Саркози, получивший 51,9 % голосов (2007 г. 1 тур: Саркози — 29,9 %, Сеголен Руаяль — 20,7 %; 2 тур: Саркози — 55,8 %). На выборах в Национальное собрание в 2012 г. по 3-му избирательному округу департамента Сомма жители кантона поддержали действовавшего депутата, кандидата правого Союза за народное движение Жерома Биньона, набравшего 32,3 % голосов в 1-м туре и 52,5 % - во 2-м туре. На региональных выборах 2010 года в 1-м туре победил список «правых», собравший 29,1 % голосов против 24,2 % у списка социалистов и 16,6 % у Национального фронта. Во 2-м туре «левый список» с участием социалистов и «зелёных» во главе с Президентом регионального совета Пикардии Клодом Жеверком получил 41,1 % голосов, «правый» список во главе с сенатором Каролин Кайё занял второе место с 36,8 %, а Национальный фронт с 22,1 % финишировал третьим.
|  | Кандидат          | Партия                  | % голосов |
|  | ----------------- | ----------------------- | --------- |
|  | Режи Лекюйе       | Новый центр             | 56,06     |
|  | Кристиан Деллануа | Социалистическая партия | 33,74     |
|  | Вьолен Вьерр      | Национальный фронт      | 10,21     |